# A dinoszauruszok királya
A dinoszauruszok királya (古代王者恐竜キング; Kodai ódzsa kjórjú kingu; Hepburn: Kodai ōja kyōryū kingu; Ancient Ruler Dinosaur King) 2007-től 2008-ig vetített japán animesorozat, mely az azonos című játékkonzolos videójáték alapján készült. Az animét Jatabe Kacujosi rendezte, a zenéjét Fukusima Juko szerezte, és a Sunrise gyártásában készült. Japánban 2007. február 4. és 2008. január 27. között a Nagoya TV, a TV Asahi és az Animax tűzte műsorára.
Magyarországon az Animax mutatta be 2009. április 4-étől, majd később az RTL Klub is műsorra tűzte a Jó reggelt, skacok! című műsorblokkban és az RTL Most online felületén. A 2016-ban indult Kiwi TV is műsorra tűzte 2016. szeptember 26-ától, illetve a hivatalos weboldalán is online nézhetővé tette. Az Animaxon és az RTL Klubon csak a sorozat 1. évada volt látható, a Kiwi TV azonban 2017. február 9-étől a 2. évadot is levetíti. A sorozatot 2017. április 15-étől a Super TV2 is műsorára tűzte.

## Ismertető
A főhősök, Zoe, Max és Rex a D-csapat tagjai. Egyszer egy ismeretlen hangra figyelnek fel. A dinoszauruszok szellemei azt akarják, hogy segítséget nyújtsanak nekik. Őket többfajta kártyába zárta Dr. Z, aki az Alfa-bandát vezeti. A három jó barát úgy dönt, hogy megmentik a foglyul ejtett dinoszauruszokat, és az ádáz küzdelem nemsokára elkezdődik. A csapat tagjai külön-külön kerítenek egy-egy segítő társat, akik segítenek a dinoszauruszok megmentésében. A csapat tagjai közös erővel küzdenek meg Dr. Z-vel. Az Alfa banda rejtélyes és gonosz kísérleteket hajt végre a dinoszauruszokon, amelyektől különleges képességük lesz, viszont ettől kezelhetetlenné válnak.

## Szereplők

### Főszereplők
D-csapat
- Max Taylor / Ryuta Kodai (古代 リュウタ Kodai Ryūta) – A történet főszereplője és a D-csapat alapítója. Mindene az evés, és fülig szerelmes Zoe-ba.
Dinoszaurusza: Chomp (Triceratops)
- Rex Owen (レックス・オーエン Rekkusu Ōen) – A D-csapat szőke, fiú tagja. Baba korában elvesztette családját, ezért Dr. Owen viselte gondját, amíg meg nem találta igazi szüleit. Fülig szerelmes Zoe-ba.
Dinoszaurusza: Ász/Ace (Carnotaurus)
- Zoe Drake / Malm Tatsuno (竜野マルム Tatsuno Marumu) – A D-csapat egy lánytagja, aki Dr. Reese Drake húga. Rózsaszínesre van festve a haja, pontosan tudja mikor, hogy cselekedjen. Fontosnak tartja a barátai érdekét. A szülei állatorvosokként, egy állatkórházban dolgoznak. Fülig szerelmes Max-be.
Dinoszaurusza: Paris (Parasaurolophus)
- Dr. Spike Taylor / Dr. Kenryu Kodai (古代剣竜博士 Kodai Kenryū-hakase (lit. Ancient Stegosaur Doctor)) – Ő Max apja. Paleontológus, szenvedélye a dinoszauruszok. Igyekszik mindenben példát mutatni fiának.
- Dr. Reese Drake / Riasu Tatsuno (竜野リアス Tatsuno Riasu) – Tudósnő, aki Zoe nővére és Dr. Taylor segédje. Sárgás színűre van festve a haja. Egy szemüveget hord. A dinókártyák tartóját készítette. Nyugodt természetű, de sokszor monoton hangon beszél, amikor feldühítik vagy amikor zavarban van.

Alfa banda
- Dr. Z / Dr. Sonoida (Dr.ソーノイダ Dokutā Sōnoida) – Az Alfa banda vezetője. Tudós, mégis sok babonában hisz. Ő a feltalálója a legtöbb szuperdinoszaurusznak, mégis minden más találmánya csak nehezíti az Alfa banda munkáját.
- Ursula / Usarapa (ウサラパ Usarapa) – Az Alfa banda egyik női tagja. Zöldes színűre van festve a haja. Zanderrel és Eddel meg akarja szerezni a dinoszauruszkártyákat. Féltékeny a szépségére és gyakran hallucinál. A társai állandóan felbosszantják. Ha kudarcot vall, akkor mindenben másokat hibáztat, mert a saját hibáit nem ismeri be. Annak ellenére, hogy fiatal, gyakran „idős hölgy”-nek csúfolják. Egyszer arra kérték, hogy házasodjon össze Dr. Owennel, de visszautasította ezt a kérést. 
Dinoszaurusza: Terry (Tyrannosaurus)
- Zander / Noratty (ノラッティ～ Norattī) – Az Alfa banda magas, férfi tagja. Legnagyobb kincse a haja, és szerelmes Zoe nővérébe, Reese-be. 
Dinoszaurusza: Spiny (Spinosaurus)
- Ed / Edo (エド) – Az Alfa banda harmadik tagja. Főbb jellemzője, hogy állandóan csak a hasára gondol. Ezért gyakran ki is gúnyolják.
Dinoszaurusza: Tank (Saichania).
- Rod / Roto (ロト) – Dr. Z unokája és Laura bátyja. Korához képest igen jól ért a modern technikához.
- Laura / Loa (ロア Roa) – Az Alfa banda egyik lány tagja, aki Dr. Z lányunokája és Rod húga. Rózsaszínesre van festve a haja, jó a számolásban és jól tudja, hogy fektesse be a pénzét az érdektőzsdébe. Finanszírozza az Alfa csapat tevékenységeit, a bátyjával együtt, Rod-al, figyelemre méltó.
- Seth / Nopis (ノーピス Nōpisu) – Ő Dr. Z fia. Először az Alfa banda tagja, de aztán elárulja őket: Megalkotja a fekete T-rexet, és átáll a Kísérteties térkalózokhoz.
- Helga / Dalbonn (タルボーンヌ Darubōnnu) – Az Alfa banda robot házvezetőnője. Roppant szigorú, és kissé akcentussal beszél.
- Alfadroidok

Kísérteties térkalózok
- Spectre / Jark-di
Dinoszaurusza: Brontikens (Brontosaurus).
- Gavro / Gunenco
- Foolscap / Zapper
- Sheer / Mihasa – Kegyetlen nő, aki sok emberrel szemben gonosz, de szép a külseje. A nyakában egy nyakláncot hord, amelyen egy dinókártyát tart. Valamikor régen, amnéziája volt és csatlakozott a Kunoichi-hoz.
Dinoszaurusza: Maximus (Triceratops).
- Seth
- Gel Jarks

### Mellékszereplők
- Tommy K
- Amy / Umi – Tanulólány abban az iskolában, ahova a D-csapat tagjai járnak. Az osztálytársaival egy tanulmányi kirándulásra megy. Nagyon félénk, de nagyon rajong a hüllőkért. Nem voltak sohasem barátai, amíg nem találkozott egy Euoplocephalusszel. Később talált egy gyíkot, akit befogott háziállatának, és Euoploc-nak nevezte el.
- Michelle – Tanárnő, abban az iskolában ahova a D-csapat tagjai járnak. Világosbarna színű hajú. Jellemében nagyon hiperaktív, ingerlékeny és szenvedélyes a tanításáért.
- Mary – Parkőrnő, aki a vadvilágot védelmezi, és közben nyomukra lel az orvvadászoknak. Dr. Spike Taylor a régi barátja.
- Meena – Indiai hercegnő, aki segít a D-csapatnak.
- Sophia / Sylvia – Lány, aki megbarátkozik a D csapattal. Spartacus a fivére, aki befogott rabszolgák között élt.
- Spartacus
- Lucius Cornelius Sulla
- Jim / Jimmy – Perzsa hercegnő, aki segít a D-csapatnak.
- Copper
- Genzo Sansho Hoshi / Shwan-dzang
- Ieyasu Tokugawa
- Zahrah / Sarafa
- Zayid
- Rasheed
- Aladdin
- Louis 13. francia herceg
- Marie 'de Medici királynő – Franciaország királynője és Louis anyja, aki a 13. francia herceg.
- Constance úrnő – Szolga, aki szövetségre lép.
- Anne hercegnő – Keresztanya volt, abban az árvaházban, amelyet a küzdelem alatt leromboltak.
- d'Artagnan
- Richelieu bíboros
- Mersula – Az Alfa banda hasonmásainak egyik női tagja. Kékes színűre van festve a haja, és Ursula hasonmása.

## Szinkronhangok
| Szereplő         | Japán hang       | Angol hang        | Magyar hang (1. évad) | Magyar hang (2. évad) |
| ---------------- | ---------------- | ----------------- | --------------------- | --------------------- |
| Max Taylor       | Macumoto Megumi  | Veronica Taylor   | Szalay Csongor        | Szalay Csongor        |
| Rex Owen         | Mizugucsi Macuri | Sebastian Arcelus | Molnár Levente        | Molnár Levente        |
| Zoe Drake        | Kobasi Tomoko    | Kether Donahue    | Bogdányi Titanilla    | Czető Zsanett         |
| Dr. Spike Taylor | Ucsida Naoja     | David Wills       | Haagen Imre           | Haagen Imre           |
| Dr. Reese Drake  | Komijama Eri     | Rachael Lillis    | Nádorfi Krisztina     | Kökényessy Ági        |
| Dr. Z            | Gotó Tecuo       | Eric Stuart       | Galbenisz Tomasz      | Galbenisz Tomasz      |
| Ursula           | Vatanabe Misza   | Rachael Lillis    | Sánta Annamária       | Kokas Piroska         |
| Zander           | Horiucsi Kenjú   | Darren Dunstan    | Szűcs Sándor          | Szűcs Sándor          |
| Ed               | Endó Dzsunicsi   | David Wills       | Dévai Balázs          | Dévai Balázs          |
| Helga            | Tamura Szeiko    | Maddie Blaustein  | Némedi Mari           | Kocsis Mariann        |
| Rod              | Fucsizaki Juriko | Zoey Martin       | Penke Bence           | Penke Bence           |
| Laura            | Tanii Aszuka     | Rachael Lillis    | Szabó Zselyke         | Szabó Zselyke         |
| Aki Taylor       | ?                | Veronica Taylor   | Peller Anna           | Semjén Nóra           |
| Dr. Owen         | ?                | Sean Schemmel     | Papucsek Vilmos       | Papucsek Vilmos       |

## Epizódok

### 1. évad
1. Az őskor életre kel (Prehistory in the Making)
2. Harc a piramisoknál (Battle at the Pyramids)
3. A tankcsapda! (Tanks a LOT!)
4. A dzsungel útvesztője (Bungle in the Jungle)
5. Kőhalom borzalom (Rubble Trouble)
6. Ne packázz a Maiasaurusszal (Don't Mess with Maiasaura)
7. Nyereményeső a vetélkedőn (A Game Show Showdown)
8. Hawaii-i háború (Maui Owie!)
9. Aludj dínó! (Dino Snore!)
10. Belvárosi fogócska (Downtown Runaround)
11. Az Alfa banda gatya zavara (Alpha Bets it All)
12. Az Alfa banda szigete (Alpha's Zeta Point)
13. Szökés a Dzéta-szigetről (Escape from Zeta Point)
14. Apja fia (Child's Play)
15. Vulkán tortúra (Volcanic Panic)
16. Utánunk a lángözön! (All Fired Up!)
17. Küzdelem a stadionban (Field of Screams)
18. Táncreakció (Dance Evolution)
19. Szerelem és New York (The Big Apple Grapple)
20. Ütős dinoszaurusz (Tee'd Off)
21. Ki mint vet, úgy ehet (No Free Lunch)
22. Repülő cirkusz (Just Plane Crazy)
23. Nesze neked Loch Ness (A Loch Ness Mess)
24. Divatbolondok (Fashion Victims)
25. Bányaszerencsétlenség (A Miner Disaster)
26. Dublőr vagy semmi (Double or Nothing)
27. Kalamajka a kalandparkban (Carnival of Chaos)
28. Drága papa (Daddy Dearest)
29. Rinoszaurusz? (Rhino or Dino?)
30. Szerelem dínó módra! (Dinosaur Amour!)
31. Tombol a templom (Temple Tempest)
32. Iszonyú víziszony! (Falls Alarm!)
33. Rémálom a Gangesz partján! (Battle Royale!)
34. Tini nindzsa bosszúja! (Ninja Nightmare!)
35. Állati anyai ösztön (Uff and Ready)
36. Kirobbanó probléma (Metal Imbalance)
37. Párbaj perpatvar (Dueling Dinos)
38. Rettentő robot őrangyal (Mythical Mix Up)
39. Az éhség nagy úr (Beast or Famine)
40. Rendkívüli rumli (A Mesozoic Mess)
41. Csapó! Szerelem indul! (Lights, Camera, Destruction!)
42. Trauma a transzszibériai expresszen (Planes, Trains and Dinosaurs)
43. Az orvos háza házhoz megy (Vaccination Vacation)
44. Kyoto kincsei (A Kyoto Caper)
45. Jöjj el kedves Dínóapó! (Santa Saurus)
46. A fanatikus fráter lefülelése (Full Scheme Ahead)
47. Őstörténeti előtörténet (Tricks of the Traitor)
48. Egyesített energia! (One Final Move!)
49. Az életre keltett őstörténet! (Dinosaurs War!)

### 2. évad
1. A földönkívüliek csapdájában (Alien Parent Trap)
2. Ókori római vakáció (Ancient Roman Holiday)
3. Kutatás Spartacus után (Desperately Seeking Spartacus)
4. Viadal a Colosseumban (Coliseum Clash)
5. Utánozhatatlan Róma (There's No Place Like Rome)
6. A Karib tenger dinoszauruszai (Dinosaurs of the Caribbean)
7. Harc a térképért (X-Treme Map Quest)
8. Hajtóvadászat (High Sea Chase)
9. A kincsvadászat folytatódik (Amazing Treasure Race!)
10. Harmóniakeresés (Four Part Harmony)
11. A meglepetés ereje (Elements of Surprise)
12. Zavaró tényező (Monk in the Middle)
13. A harmadik kozmosz kő (The Third Cosmos Stone)
14. A két Shogun (Two Shoguns Are Better Than One)
15. A savanyú Shogun (The No-Fun Shogun)
16. Dínók, Ninják és medvék! Ó jaj! (Dinosaurs, Ninjas and Bears! Oh My!)
17. A Shogun hasonmás (There's No Business Like Shogun Business)
18. A 39 rabló (The 39 Thieves)
19. Sivatagi hőség (Desert Heat)
20. A város hercegnője (Princess of the City)
21. Felfordulás a palotában (Malice in the Palace)
22. A francia kapcsolat (The French Conniption)
23. Az ifjú muskétások (The Wee Musketeers)
24. Mindenki egyért (All For One)
25. Egy kísérteties kaland (The Haunted Hunt)
26. Rossz üzlet (Bad Deal)
27. Az erdőtűzhatás (The Forest Fire Effect)
28. Az utolsó kozmosz kő (The Search for the Last Cosmos Stone)
29. Harc a kozmosz kövekért (Clash for the Cosmos Stones)
30. A kozmosz sorsa (Fate of the Cosmos)